# Tanja Frank
Tanja Frank (Áustria, 24 de janeiro de 1993) é uma velejadora austríaca, medalhista olímpica.

## Carreira

### Rio 2016
Tanja Frank representou seu país nos Jogos Olímpicos de Verão de 2016, na qual conquistou medalha de bronze na classe nacra 17, ao lado de Thomas Zajac. 